# Bala cilindro-cónica

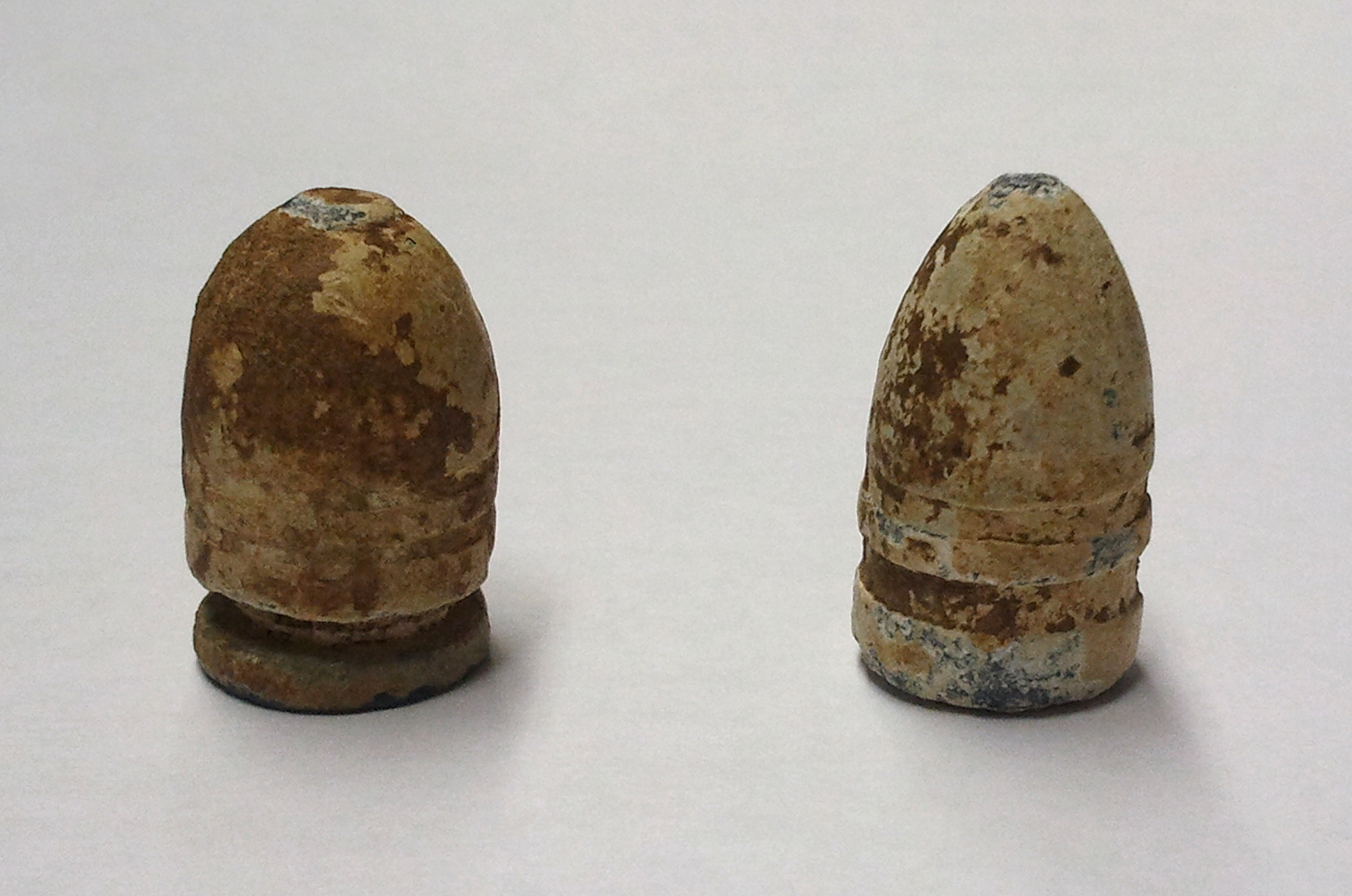
Dos balas cilindro-cónicas de la Guerra de Secesión.

La bala cilindro-cónica fue inventada en 1832 por el Capitán John Norton del 34° Regimiento del Ejército británico. Tenía una base hueca, por lo que al ser disparada, la bala se expandiría y sellaría el diámetro del ánima del cañón. El origen de su idea es interesante: Cuando estaba en el sur de la India, examinó los dardos de las cerbatanas empleadas por los nativos y observó que su base estaba formada por médula elástica de shola, que al expandirse contra las paredes de la cerbatana evitaba el escape del aire.
En 1836, Mr. W. Greener, un armero londinense, mejoró la bala de Norton al insertar un taco de madera con forma cónica en su base. A pesar de que ambos inventos fueron rechazados por el Departamento de Armamento Británico, la idea fue recogida en Francia y en 1849, Claude-Étienne Minié adoptó el diseño de Greener y produjo la bala Minié.   